# Emilia Ewa Siurawska
Emilia Ewa Siurawska z domu Mockałło, I voto Kuligowska (ur. 1939, zm. 16 czerwca 2017 w Warszawie) – polska działaczka na rzecz ochrony zabytków, wieloletni sekretarz Zarządu Głównego Towarzystwa Opieki nad Zabytkami.

## Życiorys
Była między innymi wieloletnim sekretarzem Zarządu Głównego Towarzystwa Opieki nad Zabytkami oraz dyrektorem biura TOnZ, a także dyrektorem jego oficyny wydawniczej i członkiem rady redakcyjnej miesięcznika „Spotkania z Zabytkami”. Jako publicystka w dorobku miała artykuły zarówno poświęcone tematyce obiektów zabytkowych, jak i opracowania omawiające działalność i historię Towarzystwa Opieki nad Zabytkami Przeszłości. W 2006 została wyróżniona Brązowym Medalem „Zasłużony Kulturze Gloria Artis”.
Ewa Siurawska była też znawczynią języka esperanto. Przetłumaczyła na język polski wspomnienia Tivadara Sorosa (ojca George’a Sorosa) z jego doświadczeń z okresu, gdy Niemcy zaczęli masową eksterminację węgierskich Żydów pt. Maskerado ĉirkaŭ la morto (pol. Maskarada wokół śmierci). Książka ukazała się w marcu 2021 pt. Maskarada wokół śmierci. Nazistowski świat na Węgrzech.
Ewa Siurawska zmarła 16 czerwca 2017 w Warszawie, 23 czerwca została pochowana na Cmentarzu Komunalnym w Koszalinie.